# Dicrotendipes unicus
Dicrotendipes unicus är en tvåvingeart som beskrevs av Oksana V. Zorina 2001. Dicrotendipes unicus ingår i släktet Dicrotendipes och familjen fjädermyggor. Inga underarter finns listade i Catalogue of Life.